# نهر وديال

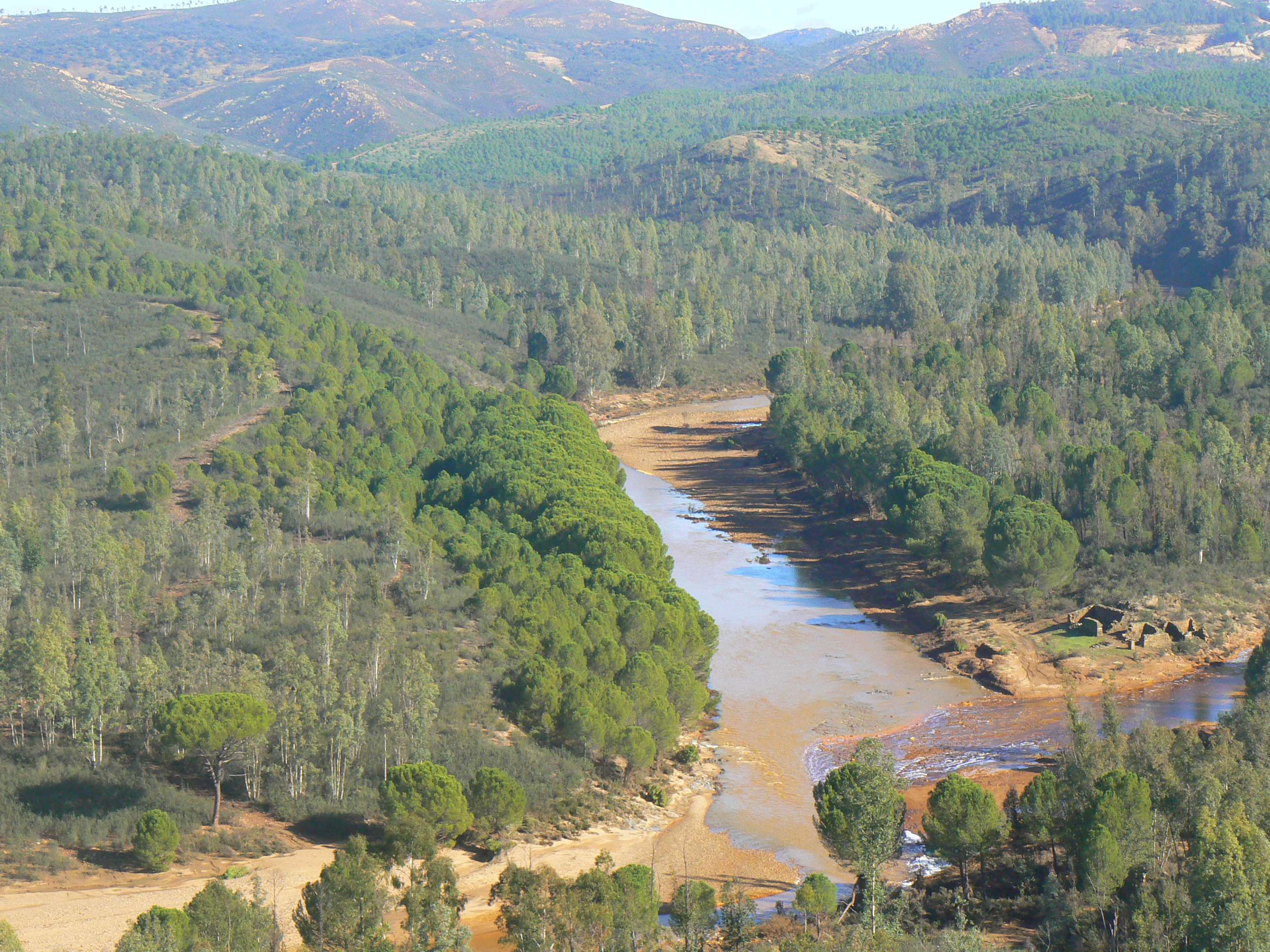
نهر وديال

نهر وَدْيَال (بالإسبانية: río Odiel)‏ نهر بجنوب غربي إسبانيا، يصب بوادي ولبة عند الالتقاء بنهر لبلة.